# ОШ „Бранислав Нушић” Ратаје
Основна школа „Бранислав Нушић“ у Ратају постоји и ради више од дванаест деценија. Кроз ову заједничку кућу прошле су многе генерације младих Ратаја и околних села и своја прва основна знања стицали управо у њој.

## Историјат
Година 1894. је узета као година почетка рада Основне школе у Ратају. Први учитељ је Коста Пешић. Са колико ученика је радила ова школа није нам познато, сем што можемо, ради илистрације само, навести да је школске 1898/99 године било уписано 118 ученика и да је школа у Ратају била једна од највећих у Пчињском срезу. До почетка Првог светског рата школу у Ратају похађају деца из Ратаја и околних села: Александровца, Купининца, Црног Луга, Д. Жапског, Миланова и Ристовца. 
Прва зграда зидана за школу налазила се на месту где је данас сеоска амбуланта. У време пре балканских ратова настава је извођена у овој згради. У њој је школа била смештена све до подизања нове школске зграде 1924. године, на месту где је и сада школа.
По завршетку Првог светског рата школа у Ратају је почела да ради 1919. године под називом Државна народна школа “Краљ Петар Велики Ослободилац”. Развој школе која је већ била створила солидне услове за свој рад: материјалне (нова школска зграда и уређено школско двориште), кадровске (стручни, искусни учитељи), ученике (довољан број да сваки разред има посебног учитеља) и друге, прекинут је поново(као у Првом светском рату) услед аграсије фашистичке Немачке и њеног послушника Бугарске 1941. године. Школа је почела да ради на бугарском језику. Доведени су и учитељи из Бугарске. После две године рада ове школе, пошто је запаљена школска зграда, она је престала да постоји, а потом је дошло и ослобођење. Обнављање спаљене школске зграде почиње 1946. године, а настава у њој јануара 1948. године. До 1950. године у школи целодневно раде два одељења: I-III и II-IV разред. Ове године школа се проширује у продужну- отвара се и V разред, а наредних година она постепено израста у осмогодишњу и постаје матична за школе (одељења) у Александровцу, Павловцу, Доњем Жапском и Миланову, које се њој, према извршеној територијално-административној реорганизацији осмогодишњих школа од априла 1957. године, припајају као одвојена одељења. Године 1959. школу похађа 312 ученика у осам разреда. У то враме, школа добија назив – име “25. мај”.

## Нова школска зграда
Године 1962. Школски одбор доноси одлуку о подизању нове школске зграде. Ова идеја је остварена тек двадесетак година касније. Камен темељац за нову школску зграду је положен 1984. године. Модерна школска зграда, једна од најлепших у крају, предата је на употребу 03.09.1984. године, на свечан начин и уз општу радост и весеље ђака, њихових родитеља и свих мештана.
Данас централна, матична школа у Ратају ради у модерној згради која има осам учионица, две кабинета, фискултурну салу са пратећим просторијама- свлачионицом, санитарним просторијама и просторијом за наставника. Такође, зграда има просторије за канцеларије директора школе, наставнике, школског педагога и администрацију, пространи вишенаменски хол са позорницом. Користи се и стара школска зграда за потребе библиотеке, школске радионице и за рад забавишне групе Предшколске установе Наше дете из Врања. Данас ова школа носи име највећег српског комедиографа Бранислава Нушића.

## Издвојена одељења
Школа данас има издвојена одељења у селима: Александровац, Русце, Доње Жапско, Буштрање, Миланово, Лепчинце и Павловац. Укупан број ђака је 360 (матична школа и истурена одељења). Ову школу похађају ученици из 19 околних села.

## Директори школе
Директори су се смењивали током година од оснивања школе.
- Сима Јањић (1946—1951)
- Светозар Радовић (1951—1954)
- Јован Димитријевић (1954—1957)
- Хранислав Михаиловић (1957—1963)
- Добривоје Стојиљковић (1963—1971)
- Миодраг Стојановић (1972—1976)
- Трифун Трајковић (1976—2000)
- Горан Трајковић (2000—2016)
- Слађан Јањић (2017-)

## Школске секције
Разноврсни су облици ваннаставног рада са ученицима ради задовољавања њихових потреба у области културе и уметности, науке, технике, спорта, рекреације, забаве и сл. Ове се активности организују у облику секција, интересних група, друштава, организација, задругаи сличних форми. Заснивају се на добровољности ученика да учествују у њима. Програм њиховог рада конципира се тако да задовољава интересовања ученика, да је у складу са њиховим способностима, али и са потребама и могућностима школе и средине. Секције које постоје у школа су: литерарна, драмско-рецитаторска, ликовна, фолколорна, спортска, млади математичари, млади физичари, млади биолози, млади хемичари, и др.

## Културне и друге јавне активности школе
Школа у Ратају је увек имала наглашено културно и јавно деловање у средини. Она је управо била место где су се окупљали ђачки родитељи и остали мештани, не само да се обавесте о учењу и успеху своје деце, него и да дођу до нових сазнања о томе како са их успешније васпитавају и подижу. А ту су задовољавали и разне друге своје друштвене и кутурне потребе, будући да у селима на подручју школе и није било дригих културних институција, ако се изузме одељење Врањске библиотеке (које је смештено у згради старе школе).

## Признања школи за остварене резултате
Када се данас уђе у школску зграду, у њен пространи зеленилом и ђачким радовима украшен хол, падају одмах у очи изложена признања (дипломе, плакете, захвалнице, повеље, пехари) које је школа добијала за изузетне резултате у појединим областима васпитно-образовног рада, као и у културном и јавном деловању у средини. Посебно је школа поносна на Седмосептембарско јавно признање које је за изузетне резултате у целокупном васпитно-образовном раду добила 1977. године поводом Дана ослобођења Врања од фашистичког окупатора у Другом светском рату. Ту су и признања за освојена прва, друга или трећа места на такмичењима од општинског до републичког из више васпитно-образовних подручја.